# Dariusz Walczak
Dariusz Walczak (ur. 30.12.1970, zm. 27 lutego 2022) – polski działacz społeczny, motorniczy, propagator restauracji i ochrony zabytkowych pojazdów komunikacji zbiorowej oraz autor książek–monografii o historii tramwajów.

## Życiorys
Pracę w spółce Tramwaje Warszawskie rozpoczął w sierpniu 1994 roku Rok później współorganizatował obchody 50-lecia zajezdni Mokotów, a w 1996 roku zainicjował uruchomienie warszawskiej tramwajowej linii turystycznej T. Od przeprowadzonego z jego inicjatywy remontu wagonu typu A i również z jego inspiracji zaczęło się gromadzenie zabytkowego taboru w Warszawie, który aktywiści kupowali i remontowali z własnych środków i zbiórek. W 1996 r. kierował wagonem typu K z 1939 r. w pierwszym kursie zabytkowej linii tramwajowej W. Pierwszy prezes Klubu Miłośników Komunikacji Miejskiej w Warszawie, a z ramienia zarządu Tramwajów Warszawskich odpowiedzialny za stary tabor, którego liczba przekroczyła 40 sztuk; doprowadził też do powstania izby tramwajowej tradycji w Warszawie. Oprócz ochrony i restauracji taboru tramwajowego doprowadził też do sprowadzenia z Wrocławia zniszczonego Jelcza 272 i wypromował zainteresowanie tym typem pojazdów. 
Z jego inicjatywy na zlikwidowanej linii wzdłuż ul. Ząbkowskiej zachowano szyny na brukowanym odcinku między ul. Targową i ul. Brzeską. Z jego inicjatywy przekazano Częstochowie wagon doczepny do zabytkowego tramwaju 4N.
Autor monografii o tramwajach m.in. w Warszawie (konnych, elektrycznych, podczas okupacji niemieckiej i w okresie powojennym) i Łodzi oraz o taborze w aglomeracji górnośląsko-zagłębiowskiej.
14 marca 2022 roku został pochowany na Starych Powązkach w Warszawie (kolumbarium, 6-2-17).